# Brides-les-Bains
Brides-les-Bains (frankoprovenzalisch: Breda oder Bouerda) ist eine französische Gemeinde mit 457 Einwohnern (Stand: 1. Januar 2022) im Département Savoie in der Region Auvergne-Rhône-Alpes (vor 2016 Rhône-Alpes). Sie gehört zum Arrondissement Albertville und zum Kanton Moûtiers (bis 2015 Kanton Bozel). Sie ist außerdem Teil des Gemeindeverbands Val Vanoise Tarentaise. Die Einwohner werden Bridois genannt.

## Geographie
Brides-les-Bains liegt etwa 28 Kilometer südsüdwestlich von Albertville am Doron de Bozel. Umgeben wird Brides-les-Bains von den Nachbargemeinden Feissons-sur-Salins im Norden und Nordwesten, Montagny im Norden und Osten, Courchevel im Süden und Südosten, Les Allues im Süden sowie Les Belleville im Westen.

## Geschichte
Bis 1847 hieß die Gemeinde noch La Saulce. Für die Olympischen Winterspiele 1992 wurde im Ort das olympische Dorf errichtet.

## Bevölkerungsentwicklung
| Jahr                       | 1962 | 1968 | 1975 | 1982 | 1990 | 1999 | 2006 | 2013 |
| Einwohner                  | 728  | 638  | 557  | 583  | 611  | 593  | 578  | 526  |
| Quellen: Cassini und INSEE |      |      |      |      |      |      |      |      |

## Sehenswürdigkeiten
- Kirche Saint-Étienne von 1837
- Thermalquellen
- Olympisches Dorf von 1992

## Persönlichkeiten
- Karl der Kahle (823–877), König und Kaiser, soll bei der Alpenquerung 877 zwischen Brides-les-Bains und Avreux gestorben sein
- Albert Lacroix (1834–1903), Autor
- Cathy Chedal (* 1968), Skirennläuferin